# 강동중학교 (울산)
강동중학교(江東中學校)는 대한민국 울산광역시 북구 산하동에 있는 공립 중학교이다.

## 학교 연혁
- 1963년 1월 12일 : 울산제일중학교 강동분교 설립 인가
- 1963년 3월 12일 : 개교 (1학년 60명 입학)
- 1968년 3월 1일 : 강동중학교 승격 독립
- 2015년 2월 2일 : 신축교사 이전 개교
- 2022년 3월 1일 : 제34대 김일성 교장 취임
- 2023년 2월 8일 : 제58회 졸업식(졸업생 150명, 졸업생 총수 4,933명)
- 2023년 3월 2일 : 제61회 입학식(신입생 176명)

## 참고 자료
- 강동중학교 - 한국교육학술정보원 학교알리미